# Tatlıpayam, Baskil
Tatlıpayam là một xã thuộc huyện Baskil, tỉnh Elâzığ, Thổ Nhĩ Kỳ. Dân số thời điểm năm 2011 là 151 người.